# Haselburg (Vimperk)
Die Ruine Haselburg, auch Hrádek bzw. Kulatá Bašta, liegt nördlich des Stadtzentrums von Vimperk im Okres Prachatice in Tschechien.

## Geographie
Die Ruine der Spornburg befindet sich linksseitig über dem Tal des Křesanovský potok auf einem Felssporn oberhalb des Schlosses Vimperk.
Westlich liegt das Krankenhaus Vimperk, im Osten die Ortslage Adolfov.

## Geschichte
Im Jahre 1479 ließ Petr Kaplirz de Sulewicz die Stadt Winterberg befestigen. Wegen der ungünstigen Lage der am Südhang des Burgberges über der Stadt gelegenen Burg Winterberg ließ er auf dem Berg als Artillerieaußenwerk eine Bastion mit einem von einer hufeisenförmigen Mauer umgebenen mächtigen Rundturm errichten. 1494 ging die Herrschaft Winterberg in den Besitz der Malovec von Malovice über, die die Anlage großflächig umbauten.
Im Zuge der Güterteilung von 1531 zwischen den Brüdern Petr und Jan Malovec von Chýnov wurde die Haselburg für kurze Zeit als Sitz des Petr Malovec von Chýnov zur selbstständigen Burg. 1547 verloren die Malovec von Chýnov nach der Schlacht bei Mühlberg ihren Güter, weil sie den Ständeaufstand gegen König Ferdinand I. unterstützt hatten.
Unter den nachfolgenden Besitzern diente die Haselburg wieder als vorgelagerte Bastion der Burg Winterberg. Wolf Nowohradsky von Kolowrat ließ an Stelle der Burg Winterberg 1622–1624 ein neues Renaissanceschloss erbauen. 1630 erwarb Hans Ulrich von Eggenberg den Besitz. Johann Christian von Eggenberg vererbte die Güter 1710 seiner Frau Marie Ernestine von Schwarzenberg, welche sie 1719 ihrem Bruder Adam Franz Fürst von Schwarzenberg hinterließ. Dieser ließ nach 1729 mit dem Abriss der bedeutungslos gewordenen Bastion beginnen. Als Adam Franz 1732 verstarb, war nur ein Teil der Mauern abgebrochen. Sein Sohn Joseph Adam Fürst von Schwarzenberg ließ die Arbeiten einstellen und gab den Platz zur Bebauung frei. Ab der Mitte des 18. bis ins 19. Jahrhundert wurde die Umgebung des Rundturms mit zahlreichen Chaluppen bebaut.

## Anlage
Erhalten ist der mächtige zweigeschossige Rundturm mit Kreuzgewölben und einem Durchmesser von 14 m. Über dem Eingang befindet sich eine Wappentafel der Kaplirz de Sulewicz mit der Jahreszahl 1479. Das zweite Geschoss diente ursprünglich als Wohnraum.
Die Haselburg befindet sich in Privatbesitz und ist nicht öffentlich zugänglich.